# Рамануджа
Раману́джа (IAST: Rāmānuja; легендарные годы жизни 1017—1137, по современным оценкам 1077—1157) — средневековый вайшнавский философ, теолог и социальный реформатор, почитается в индуизме святым, основатель и главный представитель одной из важнейших школ индуизма — вишишта-адвайта-веданта.
В трудах Рамануджи получили полную реализацию и систематизацию задачи синтеза философии веданты и вайшнавской теологии, поставленные его предшественниками Ямуначарьей и Натхамуни. Среди основных заслуг Рамануджи выделяется составление комментариев к «тройственной основе» веданты, в которых были разработаны и обоснованы положения вишишта-адвайты. Он также известен как ачарья (учитель) и выдающийся проповедник, оказавший влияние на движение бхакти.
Рамануджа родился в семье тамильских брахманов в деревне, располагавшейся на территории современного штата Тамилнад. Он принял в качестве гуру Ядава Пракашу, принадлежавшего к традиции адвайта-веданты, но позднее разошёлся с ним во взглядах и стал последователем учения вайшнавских святых-мистиков альваров — Натхамуни и Ямуначарьи. Философия вишишта-адвайты Рамануджи получила своё дальнейшее развитие в двайте — теистическом дуализме Мадхвы, и наряду с адвайта-ведантой Шанкары выделилась как одна из трёх наиболее влиятельных ведантических философских школ II тысячелетия. Рамануджа утвердил эпистемологическое и сотериологическое значение «бхакти», или преданности личностному Божеству (в случае с Рамануджей — Вишну как проявлению Абсолюта), как средство духовного освобождения (мокши). Он постулировал наличие множественности и различия между Атманом и Брахманом, в то же время не отрицая множественности индивидуальных душ и их способности осознать своё единство с Брахманом.

## Жизнь Рамануджи

### Краткая биография
Рамануджа родился в вайшнавской семье брахмана в деревне Шриперумбудур (Sriperumbudur, в районе современного города Ченнай). Сейчас там расположен район имени Рамануджи (Ramanujar Nagar) и одноимённый храм в его честь (Sri Ramanujar Temple, 12°57′56″ с. ш. 79°56′35″ в. д.). Его мать звали Кантхиматхи (Kantimath), а отца — Кешава Сомая (Kesava Somaya). Семья была двуязычной, отец знал как тамильский, так и санскрит. 

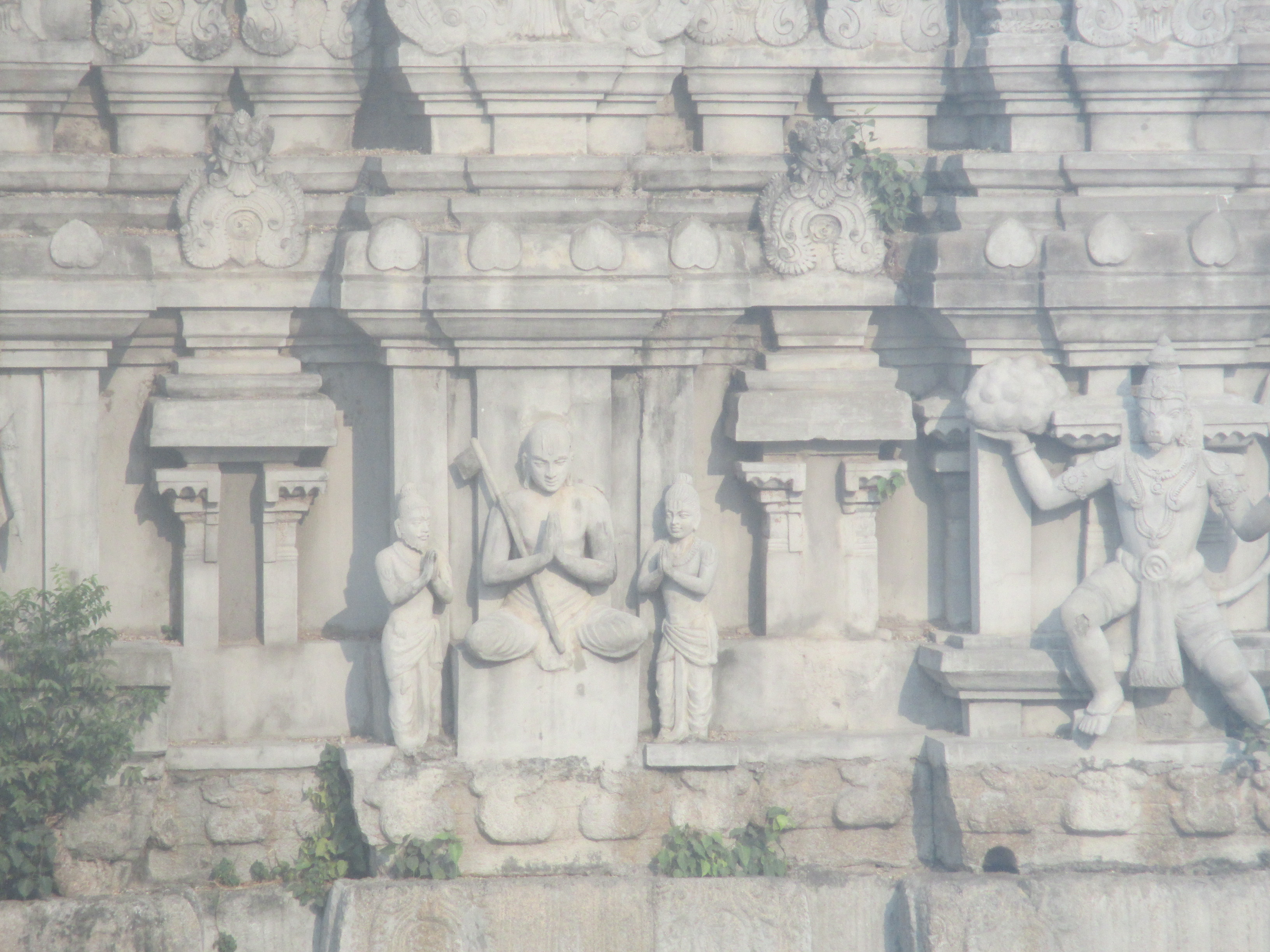
Изображение Рамануджи на стене здания храма Ulagalantha Perumal в Терюкойлер, Тамилнад

Утверждается, что Рамануджа прожил долгую жизнь — 120 лет (1017—1137). Однако, современные учёные ставят эти даты под сомнение. Это вдвое превышает среднюю историческую продолжительной жизни индусов той эпохи. Основываясь на не относящихся к традиции шри-вайшнавизма храмовых записях и региональных литературных источниках XI—XII веков, учёные предполагают, что Рамануджа прожил около 80 лет в период 1077—1157 годов.
В молодости Рамануджа демонстрировал развитый интеллект и необычный для той эпохи либеральный взгляд на касты. Он находился в дружеских отношениях с местным святым Канчипурна (Kāñcīpurna), которой принадлежал низшей касте шудр. Занятие Канчипурны состояло в прислуживании мурти Вишну в храме. Рамануджа восхищался благочестием и преданностью шудры и искал его наставничества к ужасу самого Канчипурны, который видел в поведении Рамануджи оскорбление кастовых правил.
Родители поженили Рамануджу в подростковом возрасте, как того требовали обычаи того времени. После смерти отца вся семья переселилась в соседний город Канчипурам, где его отдали в ученичество ведантисту Ядавапракаше (Yādavaprakāśa). Склонность последнего толковать Упанишады в духе адвайты явилась в последующем причиной разрыва с ним Рамануджи. Попав под влияние южноиндийского вайшнавизма в лице альваров, молодой ученик не согласился с интерпретацией одной из Упанишад, предложенной его учителем. На этой почве произошел разрыв, едва не стоивший Раманудже жизни.
После разрыва с бывшим учителем Рамануджа отправился к Ямуначарье, который разрабатывал философские аспекты творчества альваров. Ямуначарья был духовным лидером молодого тамильского шри-вайшнавизма в Шрирангаме. Канчипурна принадлежад к этой общине и с его подачи Рамануджа направился в Шрирангам. Однако из-за смерти Ямуначарьи своего нового учителя Рамануджа так и не увидел, хотя всю дальнейшую жизнь посвятил развитию и продолжению его учения.
Формально Рамануджа присоседился к общине Шрирангама спустя год после смерти Ямуначарьи. Старший ученик Ямуначарьи, Махапурна (Mahāpūrṇa) дал ему посвящение. Он также стал вторым учителем для Рамануджи и под его руководством молодой вайшнав изучал стихи тамильских альваров. Однако жена Рамануджи оказалась недовольна выбором учителя, поскольку Махапурна был более низкой подкасты брахманов, чем сам Рамануджа. В результате произошёл разрыв между учителем и учеником. Это был не первый случай, когда жена Рамануджи вмешивалась в его духовное развитие. В предыдущий раз она не дала разделить Раманудже трапезу с Канчипурной на том основании, что тот был шудрой. На сей раз Рамануджа отослал жену назад к её родителям и принял саньясу.
Отречение от мирской жизни знаменует начало его новой жизни как философа и вайшнавского теолога. Он путешествует по Индии и участвует в публичных дебатах с представителями других направлений веданты. Многие из его оппонентов в последующем становятся учениками Рамануджи.
Победа в дебатах над опекунами храма открыла ему доступ к административному управлению храмом Шрирангама. Благодаря Раманудже в Шрирангаме появилась упорядоченная система религиозного поклонения. В последующем она была распространена Рамануджей на другие вайшнавские храмы, что привело к унификации богослужения Вишну в Южной Индии и заложило основу для интеграции шри-вайшнавизма. И в настоящее время разработанные им ежедневные правила соблюдаются в храмовом и домашнем поклонении как в Индии, так и за её пределами.

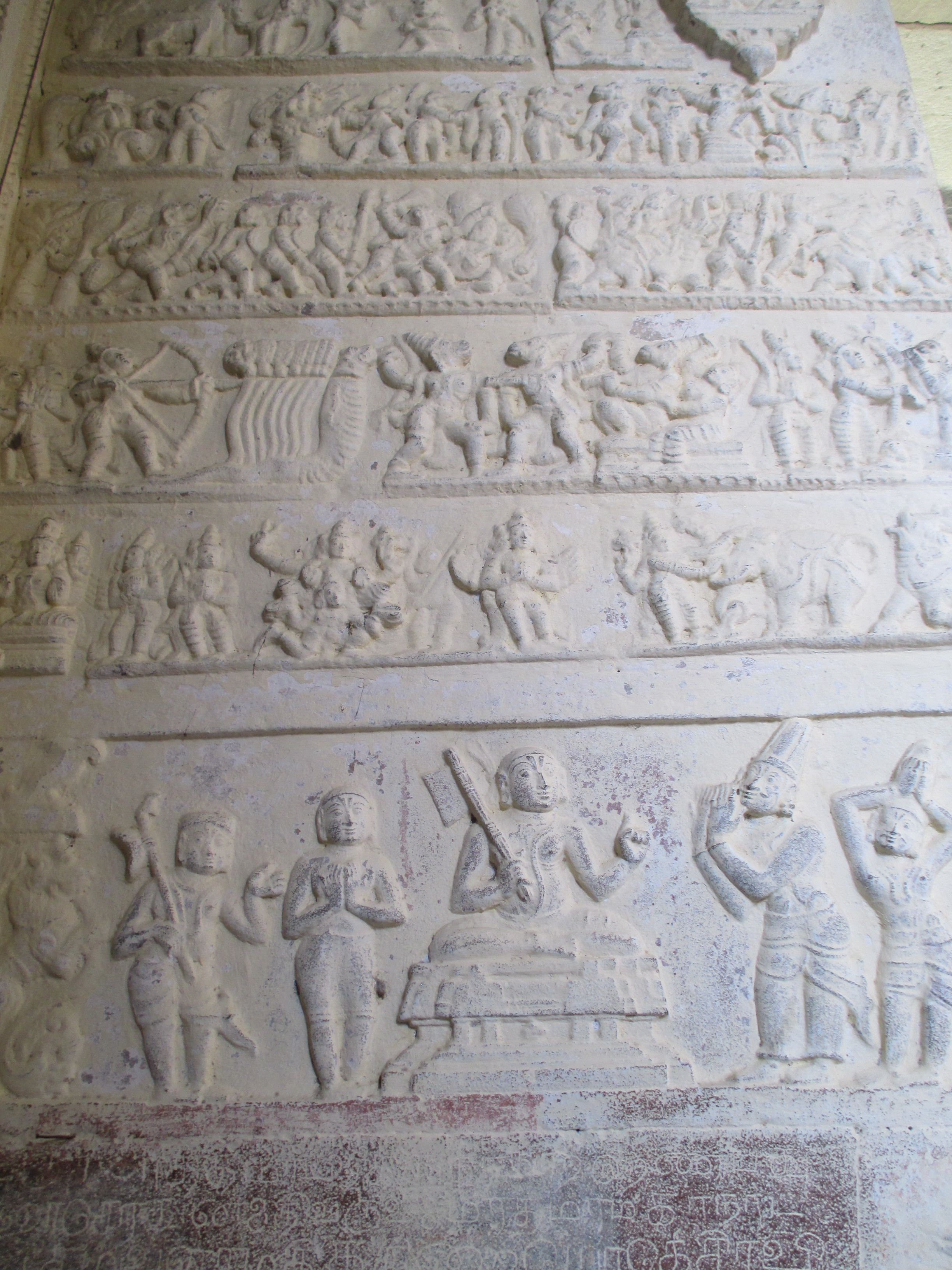
Барельеф с Рамануджей в храме Adhirangam Ranganathaswamy в Виллупурам

В течение всей жизни Рамануджа вел активную проповедь и миссионерскую деятельность. Он обращал в вайшнавизм иноверцев, восстанавливал храмы и создавал новые, формировал вайшнавские общины, разрабатывал ритуалы для поклонения Вишну и много путешествовал (см. также о пребывании Рамануджи в Тирупати). Все его усилия были направлены на расширение веры и возвращение учению первоначального смысла. Хотя шри-вайшнавизм пустил корни в Южной Индии задолго до прихода Рамануджи, в период альваров, однако Рамануджа стал первым мыслителем, выступившим с опровержением идей Шанкары и предложившим альтернативное толкование веданты.
На закате жизни Рамануджи вайшнавы столкнулись с противодействием со стороны правителей государства Чола, которое занимало территорию Южной Индии. Поздние династии Чола не имели выраженного религиозного предпочтения, и их князья покровительствовали то буддизму, то индуизму. История не сохранила имени раджи, который устроил гонения на Рамануджу. Однако, по всей видимости, им был его современник, Кулоттунга I Чола (1070—1122). О нём известно, что Кулоттунга покровительствовал храмовому комплексу Шивы в Чидамбараме и сам был шиваитом. По преданию, Кулоттунга I велел убрать мурти Вишну в форме Говиндараджи из храма в Чидамбараме и отправить его «в местожительство Вишну», то есть утопить в океане. Надписи на стенах храма в Чидамбараме с 1160 года свидетельствуют о том, что священники-шиваиты, поддерживавшие связи с вайшнавами, принудительно лишались своего имущества. Окончательно неизвестно, кем был политический противник Рамануджи (Кулоттунга I или Кулоттунга II, который пришёл к власти за четыре года до научной даты смерти Рамануджи). Известно только, что под угрозой жизни Рамануджа был изгнан раджей из государства Чола. В течение двенадцати лет Рамануджа проживал на территории соседнего княжества в Мелукоте. Незадолго до смерти Рамануджа вернулся в Шрирангам, где и скончался, оставив после себя небольшое письменное наследие.
По преданию, в течение жизни он основал семьдесят четыре матха и оставил несколько тысяч последователей. Среди них было около 700 санньяси, 12 тысяч брахмачари и 300 женщин, давших обет отречения от мирской жизни.

### Агиографии
До наших дней дошло несколько агиографий Рамануджи. Одни из них были написаны в XII веке, другие — спустя несколько столетий после его смерти, в частности в XVIII—XIX веках. В каждой из них появилась собственная версия жизнеописания Рамануджи. Индологи ставят под сомнение достоверность легендарных биографий, в которых «добродетельное воображение» верующих «приукрасило исторические детали». В частности, учёные отвергают историчность таких невероятных эпизодов из жизни Рамануджи, как изучение им Вед в возрасте восьми дней, его личное общение с Вишну, его сверхъестественные способности, с помощью которых он одерживал верх в философских дебатах с буддистами и адвайтинами, или явление ему Вишну во сне в ответ на молитвы с просьбой подсказать аргументы для философского спора.

## Теологические труды и их содержание
Рамануджа написал девять работ, из которых аутентичными исследователи признают только три.

### Шри-бхашья
«Комментарий, [посвященный богине] Шри [Лакшми]» — комментарий к «Брахма-сутрам». Содержит основные положения философии вишишта-адвайты. Текст написан сложным, трудным для понимания языком. Рамануджа выделяет в тексте «Брахма-сутр» 546 сутр и 140 тематических подразделений (адхикарана). Композиционная структура исходного текста «Шри-бхашья» состоит из четырёх глав (адхъяя), каждая включает четыре раздела (пада). Каждая сутра подробно и детально комментируется, в результате чего Рамануджа умело обосновывает положения своей философской системы. На основе многочисленных цитат из текстов шрути и смрити им опровергаются взгляды адвайты и бхеда-абхеды.
В истории вишишта-адвайты текст «Шри-бхашьи» неоднократно комментировался. Наиболее авторитетные комментарии давались «Шрута-пракашика» Сударшаной Сури и «Таттва-тика» Ведантадешикой.

### Ведартха-самграха

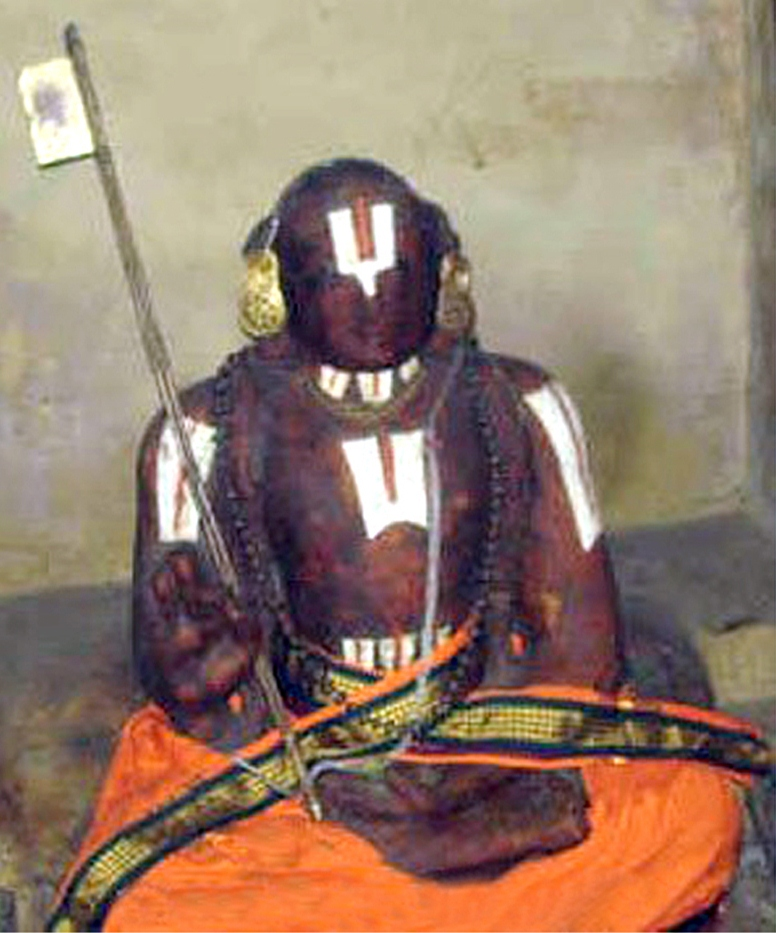
Мурти Рамануджи в храме Шри Рамануджи комплекса Ранганатха в Шрирангаме

«Краткое изложение смысла Вед» — своеобразный комментарий на Упанишады. Текст отражает процесс становления школы вишишта-адвайты в ходе её противостояния с другими философскими системами: мимансой, адвайта-ведантой и бхеда-абхедой. Содержит три раздела:
- введение — пролог, в котором сжато излагаются основные идеи трактата;
- критика другой системы веданты (адвайта-веданты, бхеда-абхеды Бхаскары и Ядавапракаши);
- разработка системообразующих положений школы в русле полемики с оппонентами и включение в полемический диалог представителя мимансы.

В дискуссии с мимансой Рамануджа отстаивает положение, значимое для веданты в целом — о том, что священные тексты дают знание о Брахмане, являющееся основой действия, и положение, значимое исключительно для вишишта-адвайты — о том, что познание истинной природы Брахмана может привести только к любви и почитанию Вишну как совершенства.
Критика Рамануджи, направленная на основные положения адвайты (концепция майи, определение природы Брахмана как чистого знания, понимание пути освобождения через знание), имела целью показать их логическую несостоятельность и утвердить следующие положения вишишта-адвайта-веданты:
- наличие в природе Брахмана всевозможных реальных совершенств,
- реальность мира,
- понимание пути освобождения как приводящего к любовному почитанию персонифицированного Господа в форме Вишну (бхакти).

Критика бхеда-абхеды строится на утверждении Рамануджи о невозможности снисхождения Брахмана в мир: какие бы допущения ни принимались, это означает определённое «умаление» совершенного достоинства Брахмана.
В третьем разделе «Ведартха-самграхи» разрабатываются методы интерпретации Упанишад (главный из них — метод, основанный на принципе соотносительной предикации — саманадхикаранья), на основании которых раскрывается природа Брахмана и определяется путь освобождения души. Для подтверждения своих идей Рамануджа привлекает определённые тексты шрути и смрити, главным из которых является Чхандогья-упанишада, на основе которой Рамануджа выдвигает тезис о реальности мира. Для обоснования вайшнавских идей, основным из которых является отождествление Брахмана из Упанишад с Вишну-Нараяной, Рамануджа привлекает тексты смрити, прежде всего, «Бхагавадгиту» и «Вишну-пурану».

### Гита-бхашья

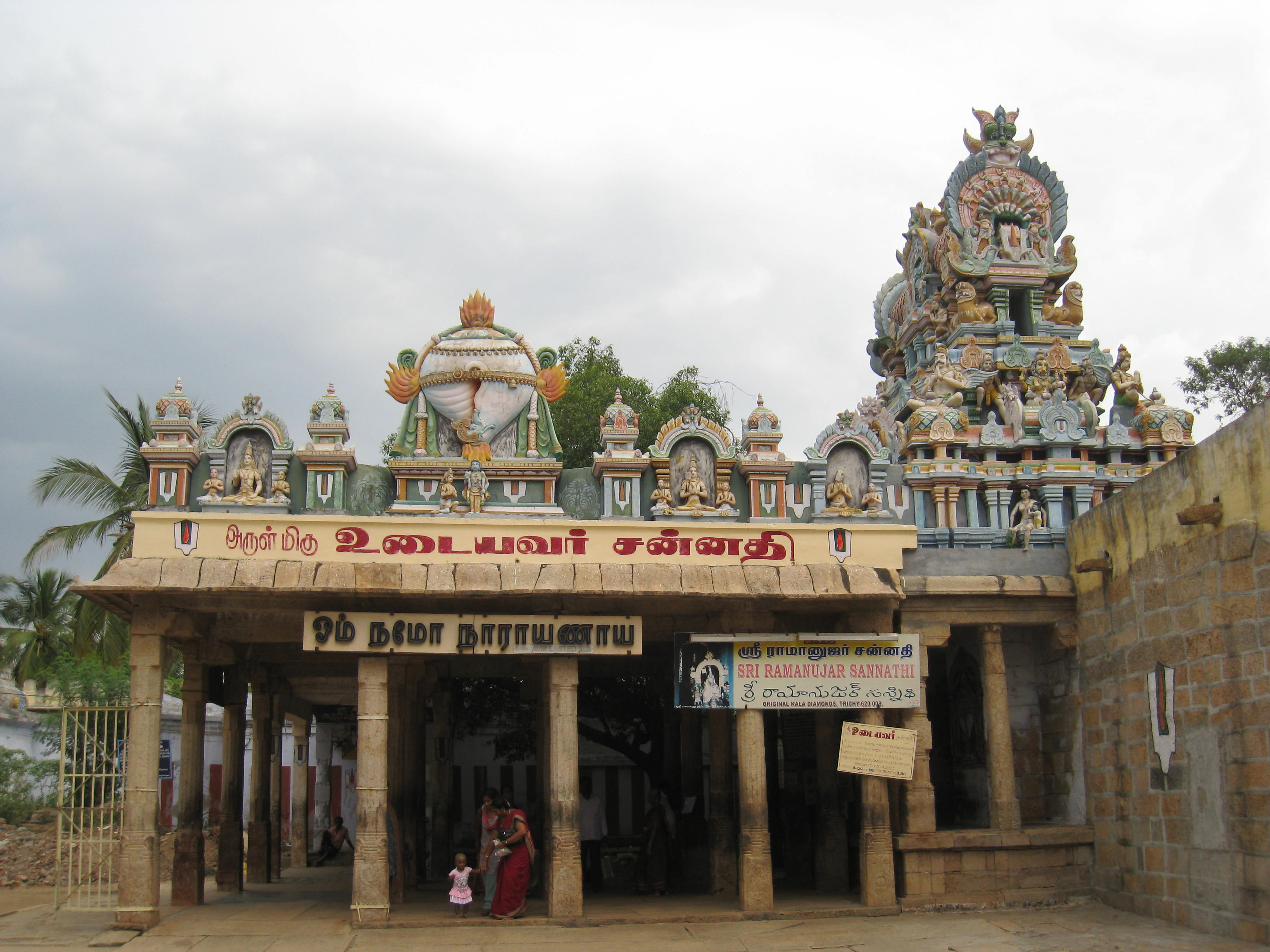
Храм Шри Рамануджи в комплексе Ранганатха в Шрирангаме

«Гита-бхашья» (санскр. — «Комментарий на „Гиту“») — комментарий на «Бхагавадгиту» важен для понимания религиозной доктрины Рамануджи.
Текст написан на санскрите на склоне лет автора и, в отличие от «Шри-бхашьи», очень лёгким, доступным для понимания языком.
Рамануджа во многом следует аналогичному комментарию Ямуначарьи, которому он и посвящает свой текст. Он делит 18 глав «Бхагавадгиты» на три шатаки (сотни строф), последняя из которых поясняет две предыдущие. Основное учение Рамануджи состоит в описании продвижения последователя Дхармы по пути бхакти к достижению Господа.
Путь делится на две части, первая из которых (описанная, по мнению Рамануджи, в первой шатаке «Бхагавадгиты») является подготовительной ко второй, бхакти. В «Гита-бхашье» Рамануджа описывает в большей степени чувственный аспект бхакти. Полемическая часть работы минимальна, это исключительно религиозный текст, задача которого состоит в демонстрации необходимости ритуального действия, исполняемого во славу божественного величия, как первой ступени, ведущей к высшему блаженству на пути бхакти.

### Другие работы
Раманудже приписывается несколько других текстов:
- «Веданта-сара» (санскр. «Сущность веданты»), «Веданта-дипа» (санскр. — «Светильник веданты») — краткие варианты «Шри-бхашьи»;
- цикл «Гадья-трайи»: «Шаранагати-гадья» («О поиске прибежища»), «Шриранга-гадья», «Шривайкунтха-гадья» и «Нитья-грантха» — руководства для вайшнавов по ежедневному служению.

## Вишишта-адвайта Рамануджи
Философия Рамануджи, вишишта-адвайта, классифицируется как объединение монизма и пантеизма. Это одна из трёх школ веданты, появившаяся после адвайты (абсолютного монизма) Шанкары и до двайты (дуализма) Мадхвы.
В рамках теологии Рамануджи можно выделить учение о Господе (Вишну), учение о душе, учение о спасении и учение о миросозидании. Учение о Господе содержит концепцию его пяти форм (пара — чистый Абсолют, вьюха — манифестации, аватары — воплощения, антарьямин — внутренний руководитель, арча — идолы и изображения), учение о душе — классификацию душ (питья — вечно свободные жители Вайкунтхи, мукта — освобожденные, баддха — привязанные к миру или «сансарные»), учение об освобождении — конкретные обязанности вайшнава и, наконец, учение о миросозидании — переработка вайшнавских космогонических мифов.
Теология Рамануджи уходит корнями в вайшнавские учения Панчаратры, пураны и «Бхагавадгиту». В этой области Рамануджа ничего нового и тем более оригинального разработать не мог. Его заслуга как теолога заключается в четком оформлении вайшнавского вероучения, сплочении и организации духовной общины.
Объявив непререкаемый авторитет Вед, которые могут сообщить нам о Высшей реальности, Брахмане, Рамануджа разработал способ, при котором противоречивые высказывания Упанишад не теряют свой смысл и при могут сосуществовать друг с другом. Подобное средство заключалось в новом понимании Брахмана. Брахман — это и Высшая реальность, но это ещё и вся Реальность, то есть мир и души, которые соотносятся с Господом так же, как соотносятся волны и море, тело и душа, искры и пламя, атрибуты и субстанция.
Главной характеристикой мира, в отличие от души, полагается его бессознательность. Души же, которых бесчисленное множество, представляют собой неделимые субстанции, атомы самосознания, обладающие свободой выбора. Душа по природе своей богоподобна. Её богоподобность проявляется в ходе освобождения от неведения, которое заставляет человека отождествляться с тем, чем он не является. Например, с телом, с чувствами, с мыслями, с внешними объектами. Путь освобождения души, провозглашаемый Рамануджей, является путем бхакти, или путем любви и почитания личного (персонифицированного) Господа. Освобождение души подразумевает целенаправленную сознательную работу человека над собой. Вся энергия человека направляется к Господу, подготавливается и удерживается за счет карма-йоги и джняна-йоги.
Ключевые разработки Рамануджи продолжают философскую линию Ямуначарьи. Однако в наследии Рамануджи не последняя роль принадлежит опровержению альтернативных систем мировоззрения (адвайта-веданты Шанкары, бхеда-абхеды Бхаскары и Ядавапракаши). Основным объектом критики Рамануджи стала адвайтистская концепция иллюзии (майи). Главный смысл критики заключался в неприятии положения об иллюзорности мира. В противном случае освобождение души было бы невозможно. Критика Рамануджи сыграла роль в развитии не только виишшта-адвайты но и самой адвайты.
Вишишта-адвайта Рамануджи теологически близка к философии двайты Мадхвы. Обе традиции постулируют различие между душами и Брахманом (Вишну), которое никогда не сможет быть преодолено. Как Рамануджа, так и Мадхва утверждают, что только Вишну является независимым, все другие существа зависят от Него. Однако, в отличие от Мадхвы, Рамануджа проповедует «ограниченную недвойственность», в которой души обладают той же самой качественной природой, что и Брахман. Он говорит о вселенском качественном единстве душ и Вишну, о том, что человеческие души способны достичь Господа, не теряя своей индивидуальности.

## Храмы в честь Рамануджи

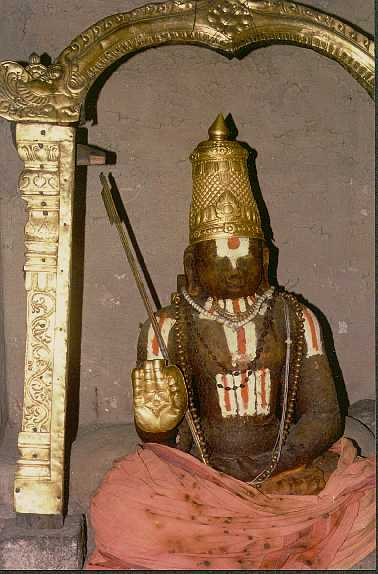
Прижизненное мурти Рамануджи

Недалеко от места рождения Рамануджи в Шриперумбудур расположен матх «Madhura Mangalam» и рядом с ним храм. В нём находится мурти Рамануджи, которое, по преданию, было изготовлено по его собственному указанию ещё при жизни. Считается, что мурти повторяет свой живой оригинал.
По преданию, Рамануджа жил при нескольких храмах, которые в настоящее время стали центрами паломничества. К ним относятся храм Варадараджи в Канчипураме, где Рамануджа провел молодость; храм Венкатешвары в Тирумале, где Рамануджа установил правила поклонения Баладжи; храм Нараяны возле Тирупатчер, где Рамануджа открыто учил мантре «ОМ Намо Нараяна»; храм Нарасимхи в Мелукоте, где Рамануджа жил некоторое время в изгнании; храм Тирувеллараи, который он навещал из Шрирангама.
В храмовом комплексе Ранганатха в Шрирангаме расположен небольшой храм (место поклонения) Шри Рамануджи. Там же находится древнее каменное мурти Рамануджи. Народное предание гласит, что мурти Рамануджи в Шрирангаме — это ни что иное как его затвердевшее (мумифицированное) физическое тело. Традиционное омовение мурти (ритуал абхишека) не выполняется, однако дважды в год божество очищается определёнными травами. Сандаловая паста и шафран используется для поддержания состояния мурти. Во избежание разрушения мурти, которому, как считается, насчитывается несколько столетий, полное богослужение не проводится. Однако посетители храма могут ему молиться, просить брахмана выполнить ритуал арчана (почитание с повторением имени и поднесением цветов и священных листьев), а также получить назад прасад в виде листьев туласи.
Кроме того, в Индии встречаются храмы, посвященные Раманудже как воплощению Ананта-Шеши.
| Храм                              | Местоположение                                   | Веб-сайт |
| --------------------------------- | ------------------------------------------------ | -------- |
| Sri Ramanujar Manimandapam Temple | Erikarai, Erumapalayam, Attur, Salem, Tamil Nadu | Ссылка   |
| Sri Ramanujar Temple              | Ramanujar Nagar, Sriperumbudur, Tamil Nadu       | Ссылка   |
| Ramanujar Temple Thondanur        | Thondanoor, Karnataka                            |          |

## Вклад в развитие индийской философии

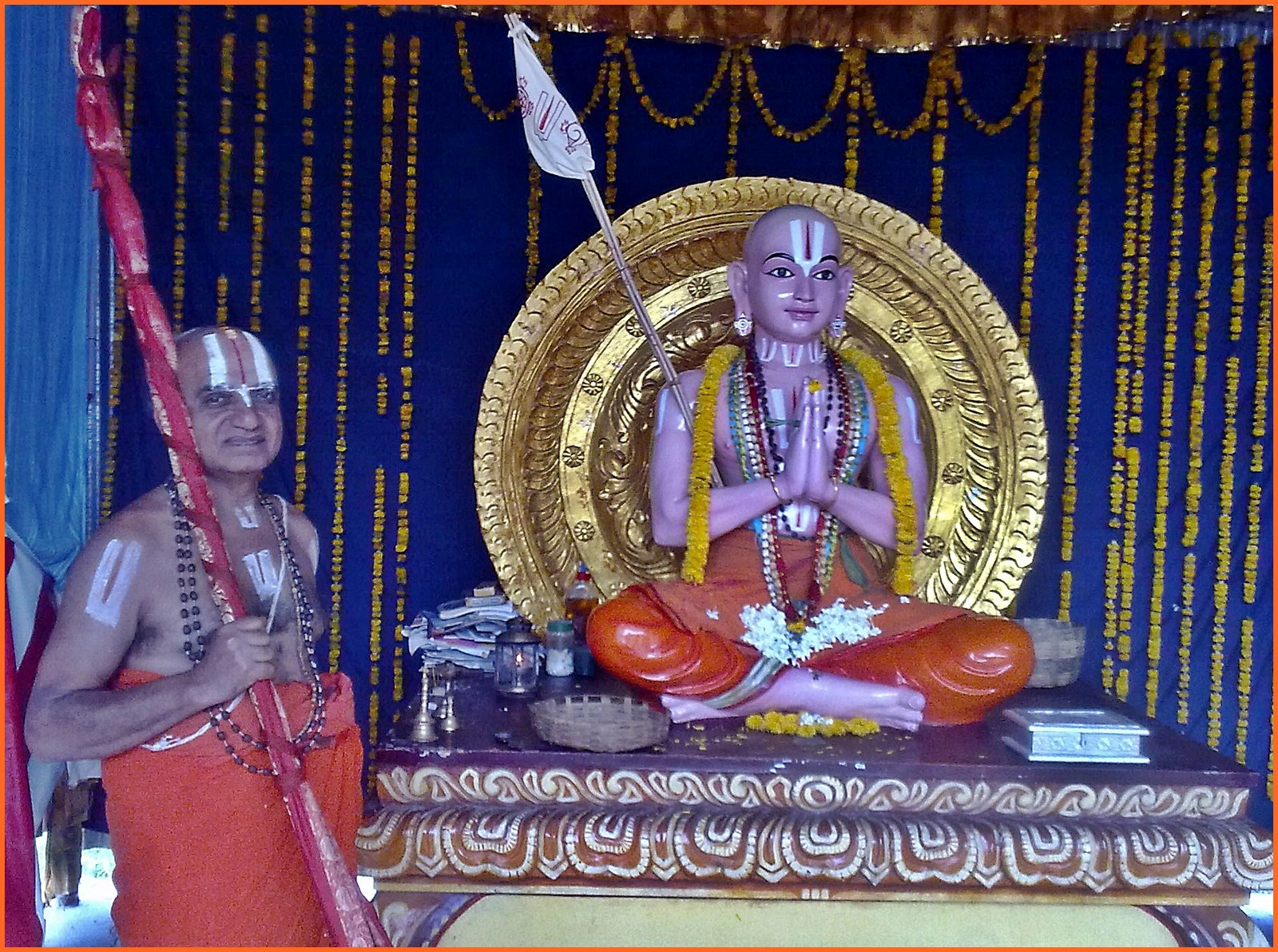
Учитель из линии преемственности Рамануджи рядом с мурти своего гуру

В религиозной деятельности Рамануджи можно выделить три роли. Рамануджа — проповедник и миссионер: восстановление храмов, обращение в веру, основание новых общин, публичные выступления. Рамануджа — великий учитель и создатель вайшнавской теологии. Рамануджа — богослов, разработчик норм храмового служения и ритуальной практики. Большая часть сведений о первом роде деятельности Рамануджи известна из различных агиографий, которые свидетельствуют о том, что Рамануджа сыграл значительную роль в распространении вайшнавизма и его укреплении по отношениям к другим направлениям веданты. Третий род деятельности заключался в том, что Рамануджа кодифицировал и стандартизировал вайшнавское храмовое и домашнее богослужение. Что касается последнего и главного рода деятельности, теологического учения Рамануджи, то основным его источником являются работы самого Рамануджи, «Гита-бхашья», «Гадья-трайи» и «Нитья-грантха».
Рамануджа занимает особое место в истории индийской философии. Он стал главным теологом вайшнавизма, который обеспечил его полное и гармоничное обоснование. Хотя роль Рамануджи в формировании вайшнавизма оспаривается некоторыми индологами, нельзя не признать его вклад в популяризацию индуизма. В Южной Индии Рамануджа рассматривается как святой, открывший истину всем социальным слоям кастового общества. Как выразился американский историк индийской философии Карл Поттер, «традиция Рамануджи представляет собой одну из главных артерий, по которой философия достигла народных масс и благодаря которой вишишта-адвайта является сегодня самой сильной философией в Индии с точки зрения числа её последователей, называют они себя таковыми или нет».